# Ангел Йорданов
Ангел Иванов Йорданов е български политик от БЗНС.

## Биография
Роден е на 1 май 1921 г. в пловдивското село Нови извор. От 1944 г. членува в ЗМС и БЗНС. Един от основателите на младежката земеделска дружба в селото си и неин секретар. От 1947 до 1949 г. е кмет на родното си село. Заедно с други съмишленици основава трудово-кооперативно земеделско стопанство в селото си и става негов председател. През 1964 г. завършва едногодишна партийна школа на ЦК на БКП. Бил е последователно секретар, заместник-председател и председател на Околийското ръководство на БЗНС в Асеновград и заместник-председател на Окръжното ръководство на БЗНС в Пловдив. Между 1973 и 1976 г. е член на Постоянното присъствие на БЗНС и завеждащ отдел „Селскостопански“ в партията. От 1976 до 1986 г. е председател на Централната контролно-ревизионна комисия на БЗНС. През 1986 г. е назначен за завеждащ отдел „Ревизионен“ на Постоянното присъствие. Член е на Националния съвет на ОФ и на Комитета за държавен и народен контрол.